# Xavier Veilhan
Pour les articles homonymes, voir Veilhan.
Xavier Veilhan, né en 1963, est un artiste français qui vit et travaille à Paris.

## Biographie
Xavier Veilhan naît en 1963.
Dans les années 1980, il développe une démarche artistique qui mélange le classicisme et les techniques de pointe. Diplômé de l’École nationale supérieure des arts décoratifs de Paris en 1983, il poursuit sa formation à l'université des arts de Berlin, dans l’atelier de Georg Baselitz. En 1983 toujours, il co-fonde le fanzine Blank et le groupe artistique Zig-Zag. Il est ensuite animateur radio sur Cité future. Il termine son cursus de formation en 1989 à l’Institut des hautes études en arts plastiques à Paris
En 1995, Veilhan expose le Véhicule : il s'agit d'un châssis, de quatre roues de vélo et d'un moteur de fusée qu'il fait tourner sur le parking d'un supermarché puis sur le toit d'une discothèque bordelaise. Il compose ensuite des toiles qui servent de fond visuel au clip Marcia Baïla.
En 2000, il travaille dans un atelier aménagé chez lui, dans le quartier Bastille à Paris.
En 2009, il monte l'exposition Veilhan Versailles,.

De 2012 à 2014, il produit la série d'œuvres Architectones.

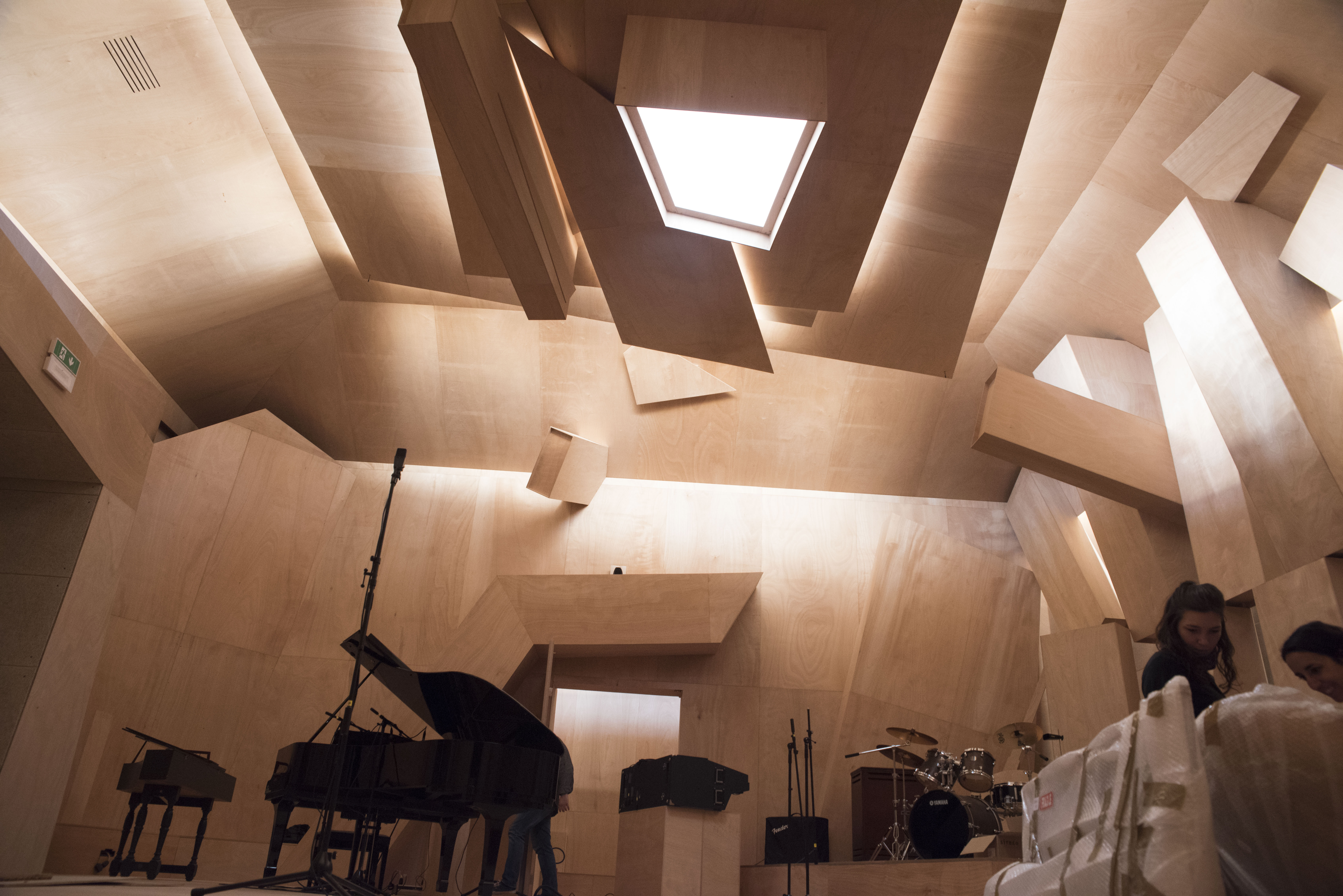
Xavier Veilhan, Studio Venezia (2017), Biennale de Venise.

Il est choisi pour représenter la France à la 57e Biennale de Venise en 2017. Le Pavillon français de la Biennale de Venise 2017 est transformé par Xavier Veilhan et les commissaires du pavillon, Christian Marclay et Lionel Bovier, en un dispositif musical dans lequel des musiciens professionnels du monde entier sont intervenus pendant toute la durée de la manifestation,.
Xavier Veilhan est représenté par Andréhn-Schiptjenko (Stockholm, Paris), Perrotin (Paris, New-York, Hong Kong, Tokyo, Séoul, Shanghai, Dubai), Galeria Nara Roesler (São Paulo, Rio de Janeiro, New York) et 313 Art Project (Séoul, Paris).

## Style artistique
Ses œuvres questionnent notre perception et cultivent un intérêt pour les espaces de déambulation, souvent évolutifs, dans lesquels le visiteur devient acteur.

### Œuvres in situ et collections publiques
Ses œuvres ont été exposées dans le monde entier dans des institutions telles que le Musée du Louvre, le Château de Versailles, le Centre Georges Pompidou,,,, le Musée d'art contemporain de Lyon, le Musée d'Art moderne et contemporain de Strasbourg, le Musée d'Art Moderne et Contemporain de Genève , le Museo de Arte Contemporáneo de Castilla y León (en), le Musée d’Art Contemporain de Montréal et en 2017 à la 57e Biennale de Venise.
Ses sculptures sont installées dans de nombreux espaces publics en France et à l’étranger, comme Molière (2022) à Versailles, The Audience (2021) et La Statue de Harajuku (2019) à Tokyo, Richard Rogers et Renzo Piano (2013) à Paris, Alice (2013) à Shanghai, Jean- Marc (2012) à New York,  Les Habitants (2006) à Lyon， Le Lion (2004) à Bordeaux, Le Monstre (2004) à Tours. Il a installé des œuvres dans les villes de Lille (Romy, 2019) et de Lausanne (La Crocodile, 2019, avec Olivier Mosset).

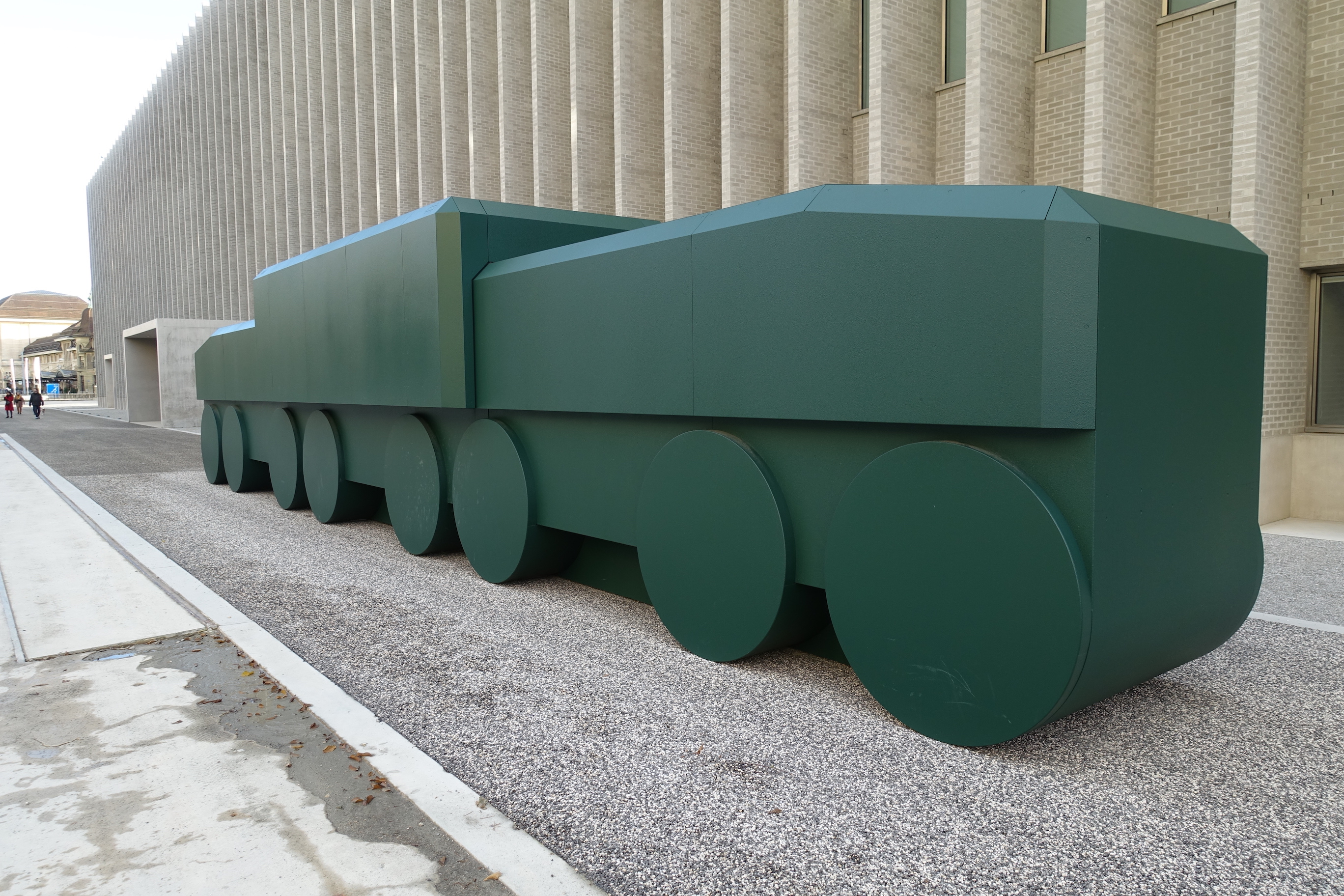
La Crocodile, Lausanne

## Expositions

### Expositions personnelles
- 2009
  - Veilhan Versailles, Château de Versailles, Versailles, septembre – décembre[4],[19]
- 2010
  - RAL 5015, Artcurial, Paris[20]
- 2013
  - Xavier Veilhan: Avant, Château de Rentilly, Marne-et-Gondoire, mars – mai [21]
- 2014
  - On/off, une exposition-scène de Xavier Veilhan, Galerie des galeries, Galeries Lafayette Haussmann, Paris, mai – août[22]
  - Canal+ Xavier Veilhan, l’Expo des 30 ans, Palais de Tokyo, Paris, novembre[23]
- 2015
  - Music, Perrotin, Paris, mars – avril, https://inferno-magazine.com/2015/03/03/xavier-veilhan-music-perrotin-paris-new-york/

### Expositions collectives
- 2014
  - Le Baron de Triqueti, cur. Xavier Douroux & Xavier Veilhan, en collaboration avec Alexis Bertrand, Abbaye de Cluny – Centre des Monuments Nationaux, Cluny, mai – 2017[24]
- 2015
  - Archi-Sculpture, Fondation Villa Datris, L'Isle-sur-la-Sorgue[25]
- 2019
  - Bêtes de Scène, Villa Datris, Isle-sur-la-Sorgue, mars – juillet[26]
- 2023
  - Incarnations : Le corps dans la collection du macLYON, Acte 2 -Exhibition, macLYON, Lyon, septembre – janvier 2024[27]

## Films
- Le Film du Japon, 2002. Japon. Film, couleur, muet, 8'49". Production : CCA Kitakyushu, Anna Sanders Films
- Drumball, 2003. Film, couleur, muet, 8’33’’. Avec la participation de Yi Zhou. Production : Arthurpym , Anna Sanders Films
- Keep the Brown, 2003. Film, couleur, muet, 9'30''. Production : Arthurpym, Anna Sanders
- Cruiser, 2005.Film, couleur, 7’34’’. Musique : Sébastien Tellier. Production : Renaud Sabari / ARTER. Exposition « Éléments célestes », Chanel Haute Joaillerie
- Furtivo, 2008. France-Italie, Film HD, couleur, 28’35’’. Produit par Renaud Sabari, Alexandra Cohen. Avec la participation de Violeta Kreimer. Conçu avec Alexis Bertrand. Musique originale : Sébastien Tellier. Production : Atelier Xavier Veilhan &  ARTER
- Radiator, 2008. Film, couleur, 7’14’’. Avec la participation de Yi Zhou. Conçu avec Michael Elion. Musique : Air
- L'affaire Dreyfus, 2010. Film, noir et blanc, muet, 15’06’’. Avec la participation de Alexis Bertrand, Violeta Kreimer. Production : Frank Elbaz
- Pendule Dripping, 2011. Vidéo HD, couleur, muet, 2’59’’
- Matching Numbers, 2015. Vidéo HD, couleur, muet, 14’25’’. Conçu avec Alexis Bertrand. Produit par Amélie Couillaud. Musique : Zombie Zombie. Coproduction : Atelier Xavier Veilhan, Opéra National de Paris - 3ème scène, eXorde (collection Casoar)
- Vent moderne, 2015. Vidéo HD, noir et blanc, 27’38’’. Produit par Dimitri Chamblas, Amélie Couillaud. Conçu avec Alexis Bertrand, Violeta Kreimer. Musique et sound design : Pierre Avia, Florian Sumi, Yujim. Coproduction : Atelier Xavier Veilhan, Parc de la Villette, eXorde (collection Casoar)
- Mutant Stage 8, 2017. Vidéo, noir et blanc ,2’52’’. Conçu avec Roman Hatala. Musique et sound design : Jonathan Fitoussi. Coproduction : Casoar, Lafayette Anticipations, Atelier Xavier Veilhan
- Portés par le vent, 2022. Clip, noir et blanc et couleur, 2’40’’. Musique : Sébastien Tellier. Avec Charlotte Casiraghi et Sébastien Tellier. Collaboration : CHANEL
- Mademoiselle, 2022. Clip, couleur, 2’53’’. Musique : Sébastien Tellier. Avec : Charlotte Casiraghi, Vivienne Rohner and Sébastien Tellier. Collaboration : CHANEL
- Le Film de l'Est, 2023. HD, couleur, 11'56''. Musique : Chloé Thévenin, Damien Vandesande, Cyril Atef.

## Collaborations
- Air (groupe)
  - Artwork - Air’s Pocket Symphony album 2007
  - Aérolite, 2007. Performance musicale de Xavier Veilhan avec Alexis Bertrand. Musique : Air. Centre Georges-Pompidou, Paris, 07.04.07
- Alexis Bertrand
  - Tout l'univers. Un spectacle co-crée par Xavier Veilhan et Alexis Bertrand. Représentations: Théâtre National de Bretagne, Rennes, 14 novembre 2023,  création Avant-première; Théâtre de la Cité Internationale, Paris, 27-28 novembre 2023
  - Vent moderne, 2015. Un film de Xavier Veilhan conçu avec Alexis Bertrand.
  - Matching numbers, 2015. Un film de Xavier Veilhan conçu avec Alexis Bertrand.
  - Furtivo, 2008. Un film de Xavier Veilhan conçu avec Alexis Bertrand.
- Ronan & Erwan Bouroullec, façade du Centre Pompidou Metz
  - Jordan, 2010 Polystyrene, 193,5 × 68 × 40 cm Erwan & Ronan Bouroullec, 35 Clouds Installation, 2010
- Daniel Buren
  - La Cabane éclatée aux Paysages fantômes, 2006 - 2007
- Eliane Radigue
  - SYSTEMA OCCAM, 2013. Un spectacle de Xavier Veilhan pour OCCAM I, une pièce pour harpe d’Eliane Radigue, interprétée par Rhodri Davies. Représentations: MAMO - Cité Radieuse, Marseille (2013); Florence Gould Hall Theater (Fi:af), New York (2013); Théâtre de la Cité Internationale (Festival New Settings), Paris (2013); Musée national Eugène Delacroix, Paris (2013).
- Sébastien Tellier
  - Sébastien Tellier rencontre Xavier Veilhan, Maison des arts, Créteil, 25.03.06
  - Val de Marne, 2006. Xavier Veilhan en collaboration avec Sébastien Tellier. MAC VAL, Vitry, 01-02.12.06
  - Ville Nouvelle, 2006. Xavier Veilhan en collaboration avec Alexis Bertrand. Performance musicale avec Sébastien Tellier. Nuit blanche, hôtel de ville, Paris
- Stephen Thompson
  - Compulsory Figures (figures imposées). Une installation spectacle et une performance sur glace de Xavier Veilhan pour Stephen Thompson, danseur et patineur. Coproduction : Théâtre National de Bretagne, Espace Malraux-Scène nationale de Chambéry et de Savoie, dans le cadre du projet européen Corpo Links Cluster[28], Les Halles de Schaerbeek (Bruxelles), La Villette. Représentations: Grande halle de la Villette, Paris (2019); Théâtre National de Bretagne (TNB) (2020) et l'Espace Malraux à Chambéry[29].
- 120 Nuits
  - Direction artistique, 1983 - 1984

## Décorations
- Officier de l'ordre des Arts et des Lettres Il est promu au grade d’officier par l’arrêté du 13 février 2015[30].